# Sander Hollanders
Sander Hollanders (Kerkrade, 13 september 2001) is een Nederlands basketballer.

## Carrière
Hollanders speelde in de jeugd van BA Limburg en maakte zijn debuut voor die ploeg in het seizoen 2017/18. Hij speelde bij de club tot in 2022. Toen won hij de BNXT League Rising Star of the Year, eerder won hij ook al de Kees Akerboom Trofee samen met Jett Speelman. In 2022 maakte hij de overstap naar Donar Groningen waar hij twee seizoenen speelde.
In de zomer van 2024 tekende hij bij de Belgische eersteklasser Spirou Charleroi.

## Erelijst
- Kees Akerboom Trofee: 2021
- BNXT League Rising Star of the Year: 2022